# Mirroring

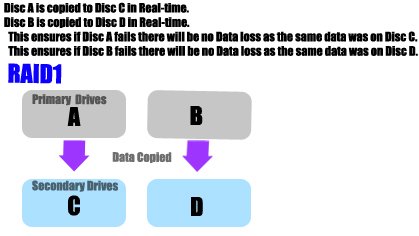
Schemat działania mirroringu w języku angielskim

Mirroring – metoda ochrony przed błędami twardego dysku komputera. Mirroring polega na zapisywaniu tych samych informacji na dwóch zestawach dyskowych jednocześnie. Popularna nazwa RAID1.